# 犬牙亨燈魚
犬牙亨灯鱼（学名：Hintonia candens）为輻鰭魚綱燈籠魚目灯笼鱼科的其中一種，分布於南冰洋海域，屬深海魚類，體長可達13公分，幼魚棲息在水深100公尺海域，成魚則生活在水深200公尺的海域。